# Летнее наступление азербайджанских войск (1992)
Летнее наступление азербайджанских войск — широкомасштабное наступление азербайджанских сил на позиции армянских сил в Нагорном Карабахе летом 1992 года во время Первой карабахской войны (1992—1994).

## Предыстория
Избрание Абульфаза Эльчибея президентом Азербайджана позволило решить внутренние противоречия в стране, мобилизовать силы и предпринять наступление в Карабахе. Армянская сторона объясняла стремительность наступления передачей Азербайджану военным руководством РФ 100 танков и участием российских военнослужащих в боевых операциях, что отрицается министерством обороны Азербайджана. Министр обороны РФ Павел Грачев заявил, что дислоцированная в Азербайджане 4-я российская армия соблюдает строгий нейтралитет, а пленённые армянами офицеры — не российские военнослужащие, а наемники, с которыми армяне могут поступать по своему усмотрению. Совет самообороны непризнанной НКР принял решение расстреливать наемников, права которых международными актами не защищены, в отличие от граждан Азербайджана, которые, являясь военнопленными, подлежат интернированию и обмену.

## Ход наступления
Летнее наступление осуществлялось совместными силами российских десантников 328-го гвардейского парашютно-десантного полка (104-й гвардейской воздушно-десантной дивизии) под командованием Владимира Шаманова, позже награждённых руководством Азербайджана, и нескольких нерегулярных азербайджанских частей. Сюда входили формирования Сурета Гусейнова, которому было присвоено звание Национального Героя Азербайджана, Искандера Гамидова (лидера пантюркистской партии Бозкурт), а также Якуба Мамедова, возглавлявшего отряд «соколов-защитников».
В начале июня Азербайджан скрытно перебросил значительные части к линии фронта, а утром 12 июня внезапно атаковал сходящиеся направления из районов Ханлар и Нафталан к райцентру Шаумяновск. Одновременнo удары были нанесены также южнее Мардакерта, севернее и южнее Аскерана и на Гадрутском направлении. За четыре дня азербайджанцы заняли весь Шаумяновский район. На Аскеранском направлении наступление азербайджанцев было остановлено, здесь армянам удалось занять имеющие стратегическое значение села Сырхавенд и Кичан. При занятии Сырхавенда армянами было захвачено 10 единиц бронетехники (танки Т-72 и БТР).
Вскоре масштабы азербайджанского наступления побудили правительство Армении угрожать Азербайджану, что она открыто вмешается в войну для помощи армянским силам, воюющим в Карабахе.
С 17 июня по 9 июля азербайджанские силы, сочетая фронтальное наступление с выходом во фланг и тыл оборонявшейся группировки противника, заняли райцентр Мардакерт, крупные населенные пункты Ленинаван и Атерк, а также установили контроль над северным берегом Сарсангского водохранилища.
Локальный успех на севере Мардакертского района сопутствовал Азербайджану недолго, ближе к середине июля наступление выдохлось и стремительное продвижение азербайджанских войск было приостановлено 9 июля 1992 года в связи с объявленным им в одностороннем порядке прекращением огня на 30 дней. Используя оперативную паузу, армянское командование в короткий срок смогло восстановить боеспособность подразделений и восполнить потери за счет переброски подкреплений через лачинский коридор. После перегруппировки 15 июля армяне перешли в контрнаступление и вышли к пригородам Мардакерта, но были отброшены встречным контрударом азербайджанцев.
5 августа в Минске между сторонами конфликта состоялись переговоры, которые привели к резолюции о двухмесячном прекращении огня, однако несмотря на это, боевые действия продолжились.
12 августа НКР объявила чрезвычайное положение и всеобщую мобилизацию граждан в возрасте от 18 до 45 лет. В непризнанную республику спешно перебрасывались подкрепления из Армении.
Развивая наступление, азербайджанцы вскоре разблокировали автомобильную дорогу Мардакерт — Кельбаджар, а также форсировали реку Тертер, продвинувшись в южном направлении, ко 2 сентября они вышли на рубеж населенного пункта Чылдыран. Результатом наступательной операции был контроль над 1/3 территории Нагорного Карабаха.

## Последствия
Добившись успеха в летнем наступлении 1992 года, азербайджанцы не смогли развить полученное преимущество, вскоре армянская сторона перешла в контрнаступление, в результате чего азербайджанцы постепенно начали терять контроль над территорией на севере Нагорного Карабаха

## Оценки
Экс-министр обороны Азербайджана Рагим Газиев, характеризуя роль российских военных в успехе операции, сообщил следующее:
Благодаря моим хорошим отношениям с Грачевым, мы при разделе имущества советских войск (которые покинули страну всего за три месяца) получили намного больше, чем предусматривалось. Не забывайте и про Агдеринскую операцию, которую провели российские десантники. Армянам там хорошенько надавали. А ведь приказ помочь нам дал именно Грачев. Не стоит забывать, что тогда мы освободили 52% территории бывшей НКАО. И это благодаря поддержке российских войск.
По мнению журналиста Томаса Де Ваала, азербайджанская сторона не смогла воспользоваться полученным в ходе летнего наступления преимуществом из-за нехватки личного состава и боевого опыта.